# Mazatán (Chiapas)
Pour les articles homonymes, voir Mazatán.
Mazatan est une municipalité du Chiapas. Elle couvre une superficie de 382,6 km2 et compte 28 250 habitants selon une étude de 2020.Sa densité est de 73,8hab./km²